# Đỗ Duy Đệ
Đỗ Duy Đệ (1817-?), hiệu là Phương Giang, là nhà khoa bảng. Ông là người xã Hương Cáp, tổng Cử Lâm, huyện Thư Trì, phủ Kiến Xương, tỉnh Nam Định (nay là xã Hiệp Hòa, huyện Vũ Thư, tỉnh Thái Bình). Ông đỗ Hương cống (thời Nguyễn gọi là Cử nhân) năm Mậu Thân 1848, tức niên hiệu Tự Đức thứ 2. 1 năm sau, ông đỗ Hoàng giáp. Ông từng làm quan Thị giảng Học sĩ.